# Yvon Lallemand
Pour les articles homonymes, voir Lallemand.
Yvon Lallemand est un  écrivain et peintre français né à Thionville (Moselle) le 3 avril 1948 et mort le 2 février 2011 à Saint-Dizier (Haute-Marne).
Après avoir voyagé en Algérie et à travers le désert du Sahara il s'installe dans la Haute-Marne où il devint enseignant. Parmi les membres fondateurs de l'association des écrivains de la Haute-Marne il en devint président en 2004.

## Œuvres
- Contes et légendes du vieux pays haut-marnais, ed. D. Guéniot (1980)
- Troupeau de rêves : Poésies ed. D. Guéniot (1984)
- Un verger en Lorraine, ed. D. Guéniot (1984)
- 52 contes et légendes des hameaux de Haute-Marne ed. D. Gueniot (1993)
- Coquelâne-en-Bauzois : Chronique villageoise de Gui du perthois, ed. D. Guéniot (7 juin 2005)
- "Qu' c'est rose en blagues..!", ed. D. Guéniot (1995)
- Le chapeau venteux, ed. D. Guéniot (1995)
- Récits rustiques, historiques et légendaires de Haute-Marne, ed. D. Guéniot (1999)
- Terre d’Ombre Brûlée, Epok éditions, 2008 (prix du conseil général de la Haute-Marne, 1978)
- Haute-Marne : Terre de légendes, ed. D. Guéniot (2008)